# ISO 3166-2:GL
ISO 3166-2:GL — стандарт Международной организации по стандартизации, который определяет геокоды. Является подмножеством стандарта ISO 3166-2, относящимся к Гренландии. Стандарт охватывает 4 муниципалитета Гренландии. Каждый геокод состоит из двух частей: кода Alpha2 по стандарту ISO 3166-1 для Гренландии — GL и дополнительного кода, записанных через дефис. Дополнительный двухбуквенный код образован созвучно: названию, аббревиатуре названия муниципалитета. Геокоды муниципалитетов Гренландии являются подмножеством кодов домена верхнего уровня — GL, присвоенного Гренландии в соответствии со стандартами ISO 3166-1. Гренландия является зависимой территорией Дании.

## Геокоды Гренландии
Геокоды 5 муниципалитетов Гренландии (значительной части территории Гренландии, расположенной в северо-восточной части острова геокод не присвоен).
| Геокод | Административная единица | Статус        |
| ------ | ------------------------ | ------------- |
| GL-AV  | Аваннаата                | муниципалитет |
| GL-KU  | Куяллек                  | муниципалитет |
| GL-QE  | Кекката                  | муниципалитет |
| GL-QT  | Кекерталик               | муниципалитет |
| GL-SM  | Сермерсоок               | муниципалитет |

Геокоды Гренландии по стандарту ISO 3166-1
| Название   | Alpha2 | Alpha3 | цифровой | Геокод по ISO 3166-2 | Статус            |
| ---------- | ------ | ------ | -------- | -------------------- | ----------------- |
| Гренландия | GL     | GRL    | 304      | не присвоен          | автономный регион |

## Геокоды пограничных Гренландии государств
- Канада — ISO 3166-2:CA (на юго-западе (морская граница)).